# マージー・ハリソン
マージー・ハリソン（Margie Harrison）はアメリカ合衆国の女優・モデル。
厳密な意味で、PLAYBOY誌のセンターフォールド（中央見開きページ）を「プレイメイト」として飾った最初の女性である。彼女より1ヶ月前の創刊号に登場し、初代プレイメイトとして位置付けられる事の多いマリリン・モンローは「Sweetheart of the Month」として掲載されており、ページも中央ページではなく16-18ページであった。ハリソンは最初の公式プレイメイトであり、1954年1月号に初登場した。モンローと同様、彼女の写真はピンナップ・カレンダーを専門とするJohn Baumgarth社から購入された。ハリソンは1954年6月号のプレイメイトとして再登場した。